# Bassarisc
Els bassariscos (Bassariscus) són un gènere de carnívors de la família dels prociònids. Inclou dues espècies: el bassarisc de cua anellada (B. astutus) i el bassarisc centreamericà (B. sumichrasti). Els estudis genètics han suggerit que els parents més propers dels bassariscos són els ossos rentadors.
El gènere fou descrit per primera vegada per Elliott Coues el 1887. El seu hàbitat inclou zones semiàrides del sud-oest dels Estats Units i boscos tropicals humits de Centreamèrica.